# Стивенсон, Кок
Кок Ро́берт Сти́венсон (англ. Coke Robert Stevenson; 20 марта 1888, округ Мейсон, Техас — 28 июня 1975, Сан-Анджело, Техас) — американский политик, 35-й губернатор штата Техас, член демократической партии.

## Биография

### Ранние годы и карьера
Кок Роберт Стивенсон родился неподалёку от географического центра штата Техас в округе Мейсон в семье Роберта Милтона и Вирджинии Харли Стивенсон. Родители назвали его в честь губернатора Ричарда Кока. Его отец был школьным учителем и инспектором, а позже открыл бакалейный магазин в Джанкшене, округ Кимбл.
В подростковом возрасте Кок Стивенсон занимался перевозкой грузов между Джанкшеном и Брейди. Затем он работал на разных должностях в банке. По ночам он изучал право и в 1913 году был принят в коллегию адвокатов штата. В том же году Стивенсон организовал и стал президентом Первого национального банка в Джанкшене. В 1914—1918 годах он был окружным прокурором, а в 1919—1921 годах — окружным судьёй Кимбла.

### Государственная служба
В 1928 году Стивенсон был избран в Палату представителей Техаса от Демократической партии, и служил там с 1929 до 1939 год. С 1933 по 1937 год он был спикером Палаты, и стал первым человеком, занимавшим этот пост два срока подряд.
В 1938 году Стивенсон был избран вице-губернатором штата Техас, и занимал эту должность с 1939 года по 4 августа 1941 года, когда он стал губернатором после того, как Уилберт Ли О’Дэниел подал в отставку, чтобы стать сенатором США. В 1942 году Стивенсон был переизбран на полный срок, выиграв праймериз Демократической партии с результатом 69 % голосов и не встретив сопротивления на всеобщих выборах. Его пребывание в этой должности с августа 1941 года по январь 1947 года стало самым длительным непрерывным губернаторством в Техасе на то время.
Пребывание Стивенсона на посту губернатора было отмечено заботой об охране и правильном использовании почвенных ресурсов, расширением и постоянном финансированием сети автомобильных дорог штата, увеличением заработной платы учителей. Он проводил консервативную финансовую политику, его администрация начала свою работу с дефицитом государственного бюджета, а закончила с профицитом. Стивенсон выступал против централизации государственной власти и против некоторых направлений внутренней политики Франклина Рузвельта.

### Личная жизнь и смерть
24 декабря 1912 года Стивенсон женился на Фэй Райт. У них родился сын Кок Стивенсон-младший. 3 января 1942 года Фэй Райт умерла и была похоронена в Джанкшене. Во второй раз Стивенсон женился 6 января 1954 года на вдове Маргарет Кинг Хип. У Маргарет был сын Деннис от её брака с Гордоном Маршаллом Хипом, который погиб во время Второй мировой войны. У Стивенсона и Маргарет родилась дочь Джейн Стивенсон. Маргарет умерла 24 мая 2010 года в городе Озона, штат Техас.
Кок Стивенсон умер 28 июня 1975 года в Мемориальном госпитале Шэннона в Сан-Анджело и был похоронен на кладбище семейного ранчо Стивенсонов.